# Râul Cetățuia, Tutova
Râul Cetățuia este un curs de apă, afluent al râului Tutova. 